# Bergs församling, Skara stift
Bergs församling är en församling i Norra Billings pastorat i Billings kontrakt i Skara stift. Församlingen ligger i Skövde kommun i Västra Götalands län.

## Administrativ historik
Församlingen har medeltida ursprung.
Församlingen har sedan 1400-talet till 2002 varit moderförsamling i pastoratet Berg, Lerdala, Timmersdala och Böja. Församlingen införlivade 2002 församlingarna Lerdala, Timermsdala och Böja och utgjorde därefter till 2006 ett eget pastorat. Den ingår sedan 2006 i Norra Billings pastorat.

## Kyrkor
- Bergs kyrka
- Böja kyrka
- Lerdala kyrka
- Timmersdala kyrka